# Chicago Studebaker Flyers
I Chicago Studebaker Flyers, noti anche come Chicago Studebakers furono una squadra professionistica di pallacanestro con sede a Chicago. Giocarono in National Basketball League nella stagione 1942-43.
Vennero fondati dal sindacato United Auto Workers e sono ricordati come la prima squadra, insieme con i Toledo Jim White Chevrolets, ad aver sostenuto a attuato una prima forma di integrazione razziale nel basket statunitense.
I membri della squadra erano lavoratori della Studebaker, la maggior parte dei quali ex Harlem Globetrotters: nove giocatori erano neri, quattro erano bianchi.

## Stagioni
| Stagione | Lega | Denominazione             | V | P  | %    | Piazzamento | Play-off   |
| -------- | ---- | ------------------------- | - | -- | ---- | ----------- | ---------- |
| 1942-43  | NBL  | Chicago Studebaker Flyers | 8 | 15 | 34,8 | 4º          | Semifinale |